# イソオリエンチン 3'-O-メチルトランスフェラーゼ
イソオリエンチン 3'-O-メチルトランスフェラーゼ(Isoorientin 3'-O-methyltransferase、EC 2.1.1.78)は、以下の化学反応を触媒する酵素である。
S-アデノシル-L-メチオニン + イソオリエンチン{\displaystyle \rightleftharpoons }S-アデノシル-L-ホモシステイン + イソスコパリン
従って、この酵素の2つの基質はS-アデノシル-L-メチオニンと イソオリエンチン、2つの生成物はS-アデノシル-L-ホモシステインとイソスコパリンである。
この酵素は、転移酵素、特に1炭素基を転移させるメチルトランスフェラーゼのファミリーに属する。系統名は、S-アデノシル-L-メチオニン:イソオリエンチン 3'-O-メチルトランスフェラーゼである。その他よく用いられる名前に、isoorientin 3'-methyltransferase等がある。